# Alfena
Alfena é uma cidade portuguesa localizada no município de Valongo, na sub-região da Área Metropolitana do Porto, pertencendo à região do Norte e ao distrito do Porto. 
A cidade de Alfena corresponde à área urbana da Freguesia de Alfena que tem 15,52 km² de área e 14438 habitantes (censo de 2021), tendo, por isso, uma densidade populacional de 930,3 hab./km².
A freguesia limita a nordeste com a freguesia de Água Longa, do município de Santo Tirso; a este com Sobrado, a sudeste com Valongo, a sudoeste com Ermesinde, todas do município de Valongo; e a noroeste com Folgosa, São Pedro Fins e, novamente, Folgosa (lugar de Santa Cristina), todas do município da Maia.
Os limites com os concelhos da Maia e Santo Tirso, constantes da CAOP, estão declarados como «não confirmados», pelo que a área correcta da freguesia será próxima dos 16 km2.  
A freguesia compreende os seguintes lugares: Aldeia Nova (e Santeiros), Baguim (e Fontinha), Barreiro (de Baixo e de Cima), Cabeda , Codeceira, Costa, Ferraria, Gandra, Igreja (e Vila), Lombelho, Outeiro, Pedrouços, Punhete, Reguengo, Ribeiro, Rua, Transleça, Trás-do-Casal, Várzea, Vilar (e Telheiras) e Xisto (e Outeirinho).

## Demografia
A população registada nos censos foi:
| Distribuição da População por Grupos Etários | Distribuição da População por Grupos Etários | Distribuição da População por Grupos Etários | Distribuição da População por Grupos Etários | Distribuição da População por Grupos Etários |
| -------------------------------------------- | -------------------------------------------- | -------------------------------------------- | -------------------------------------------- | -------------------------------------------- |
| Ano                                          | 0-14 Anos                                    | 15-24 Anos                                   | 25-64 Anos                                   | > 65 Anos                                    |
| 2001                                         | 2490                                         | 2083                                         | 7714                                         | 1378                                         |
| 2011                                         | 2585                                         | 1710                                         | 8882                                         | 2034                                         |
| 2021                                         | 1979                                         | 1578                                         | 7957                                         | 2924                                         |

## História
O documento datado mais antigo que se conhece sobre Alfena data de 1214, e nele D. Estevaínha Soares da Silva (viúva de Martim Fernandes de Riba Vizela) refere-se aos «Leprosis de Alfena».
Nas Inquirições de 1258, ordenadas por D. Afonso III, a freguesia é mencionada como São Vicente de Queimadela, sendo composta por 5 aldeias: Ferrarias (a norte), pertença do Rei e da Gafaria; Baguim (a ocidente), pertença da Comenda de Águas Santas e do Rei; Caveda (a sul), pertença do Rei e do Mosteiro de Santo Tirso; a villa d’Alfena (ao centro) pertença, na sua totalidade, da Gafaria e Traslecia (a oriente) pertença da Gafaria, Comenda de Águas Santas, Mosteiro de Landim, Martim Pimentel e herdadores.
Em 1287, o Mosteiro de Santo Tirso cede o direito de padroado sobre a paróquia de «sacti Vicentij de Queimadela», nas Terras da Maia, ao Bispo e Cabido da Sé do Porto.
Alfena seria uma Honra (terra de fidalgos e isenta de poder real) de D. João Pires da Maia (ou João Pedro da Maia), o qual a terá legado à Gafaria (hospital para leprosos). Em 1307, D. Dinis confirma a Honra na «Freeguesia de sam vicente da queimadella ho Paaço dalffena» como terra dos «gaffos» (Leprosos).
Em 1466, o Cabido da Sé do Porto cede ao Bispo o direito de padroado sobre as paróquias de «são Vicente de queimadella, terra da Maya» e «Santa Marya de Campanhãa».
O foral manuelino às Terras da Maia (1519) faz várias referências ao lugar de Cabeda e às Ferrarias e à «Igreja de São Vicente dalfena».
Em 1542, no Censual da Mitra do Porto, D. Baltasar Limpo, Bispo do Porto, refere-se à «igreja de San Vicente de Alfena de Queimadela» e, no ano seguinte, o mesmo bispo cede o direito de padroado sobre a paróquia de «sam Vicente de Alffena, terra da Maya» ao Colégio do Carmo da Universidade de Coimbra, sendo abade e reitor de Alfena, seu irmão, Melchior Limpo.
Em 1706, na sua obra «Corografia Portuguesa», o Pe. António Carvalho da Costa refere-se a São Vicente de Alfena nos seguintes termos: «Chama-se villa de Alfena à arruada e tem pelourinho, dizem o foi antigamente».
Em 1747, o Pe. Luís Cardoso, no seu «Dicionário Geográfico», refere-se a Alfena nos seguintes termos:
«De presente tem huma rua que corre de norte a Sul, em espaço de mil passos pouco mais, ou menos, estrada que foy de muita concorrência para a Cidade do Porto, Villa de Guimarãens, e Província de Traz os Montes; porém haverá trinta e seis annos se cortou esta estrada por detrás da dita rua, para a parte do Occidente, por ser mais breve, e limpa, e os moradores do lugar de Vallongo, distante desta freguesia huma légua, ainda fazem pela dita rua passagem pública.
Esta Rua conserva ainda o antigo nome de Alfena, e tem no meyo seu Pelourinho, que por descuido dos officiaes públicos da Justiça se vai cada vez arruinando mais, e mostra pela sua factura ser obra antiga.
(…)
Sòmente no que respeita às sizas reconhece sogeição esta Freguesia ao Ouvidor do concelho da Maya, por ser este Juíz das Sizas.
No mais tem ela seu Ouvidor particular, que conhece de coimas, e acções de pouca quantia: tem seu procurador da Ouvidoria, Meirinho, que também serve de Porteiro, dous Quadrilheiros e quatro Jurados, tudo por eleição do povo , e confirmação do Senado do Porto: tem almotacé, que serve dous mezes, e desta sorte se vai seguindo por todo o ano, que conhece da almotaçaria, feito, e confirmado da mesma forma.
He esta freguesia cercada de largos montes e muy altos, principalmente para o Nascente, e Norte, com alguns vestígios de fortificações, e grandes fossos, que mostrão ser em algum tempo minas donde se tirarão metaes.
Ficalhe no meyo a serra de Santa Margarida(…) »
Como bem refere o Pe. Domingos A. Moreira, na sua obra Alfena, a terra e o seu povo, Alfena seria 
«uma vila filial e sufragânea da da Maia».
Em alguns assuntos, Alfena dispunha de juiz próprio e respondia diretamente ao Senado do Porto. Alfena era, também, sede de uma Companhia de Ordenanças.
Com o Liberalismo, em 1836, é criado o concelho de Valongo, no qual Alfena é integrada, tendo acolhido a sede do concelho, na Primavera de 1838, na sequência de tumultos ocorridos em Valongo após o lançamento de novos impostos sobre a carne, vinho e azeite, e por ser de Alfena o então Administrador do Concelho (representante do Governo), Manuel da Silva Marques, sendo por essa altura novamente designada de vila. Entre Abril e Junho de 1838, a Câmara Municipal reuniu na Quinta de D. Helena, ou Quinta do Paço de Alfena.
Em Dezembro de 1867, o Governo de Joaquim Augusto de Aguiar decreta uma nova Reforma Administrativa e Alfena é integrada num novo Concelho de Rio Tinto. Esta medida foi, entretanto, revogada no mês seguinte pelo novo Governo presidido pelo Duque de Ávila, voltando Alfena a integrar o Concelho (atual município) de Valongo até aos dias de hoje.
Em 30 de Junho de 1989, Alfena foi (novamente) elevada a vila por deliberação do plenário da Assembleia da República.
No dia 6 de Abril de 2011, por deliberação do plenário da Assembleia da República, Alfena é elevada, finalmente e por unanimidade, à categoria de cidade.
Do Pelourinho, símbolo da «antiga villa», que em 1747 já apresentava sinais de degradação, hoje nada resta, mas há descrições de que ficaria situado no centro do atual lugar da Rua, em frente à Quinta do Paço de Alfena.

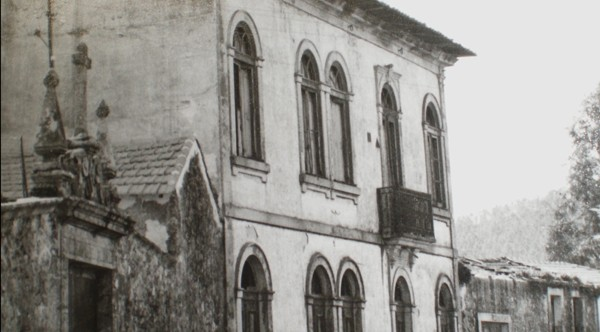
Quinta D. Helena - Antigos Paços do Concelho em Alfena (Primavera de 1838). Edifício de R/C com Portal (hoje desaparecido), ao lado do «casarão» do início do século XX onde hoje funciona um restaurante.

## Topónimo
Na Idade Média, a freguesia era conhecida por S. Vicente de Queimadela, enquanto Alfena era um mero lugar daquela freguesia (o atual lugar da Rua, tomando esse nome por ser atravessado pela estrada real Porto-Guimarães).
Alfena é nome único na toponímica de Portugal.
No século XVIII, os Pe. Carvalho da Costa e Luís Cardoso avançam com a teoria que teria havido uma batalha contra os mouros, onde teriam entrado sete condes, baseando-se na hipótese do vocábulo Alfena provir do árabe «Al-hella» que significa acampamento ou arraial.
Pinho Leal avança, no entanto, outra teoria, de que a origem do topónimo residiria num arbusto comum na região mediterrânica, o alfeneiro ou ligustro, utilizado para tingir ou embelezar. Alfena provem então da palavra árabe que designa essa planta «Al-Henna». O Pe. Domingos A. Moreira, estudioso que se debruçou sobre a onomástica das paróquias da Diocese do Porto e que levou a cabo a primeira monografia de Alfena, partilha também desta última hipótese.
Esta ligação da Cidade ao arbusto é hoje uma realidade, quer pela sua inclusão no brasão autárquico escolhido em 1990, quer pela colocação do arbusto em vários locais públicos.

## Localização
A cidade corresponde à freguesia mais setentrional do município, confrontando-se com os vizinhos municípios de Santo Tirso (freguesia de Água Longa), a nordeste, e Maia (freguesias de Folgosa e São Pedro Fins), a noroeste. O seu território ocupa uma área de aproximadamente 15,7 km², envolto das congéneres Ermesinde (a sudoeste), Valongo (a sudeste) e Sobrado (a este), todas do Município de Valongo.
Pelo extenso e alongado vale de Alfena, corre o Rio Leça, no seu curso natural, acompanhado por uma planície a perder de vista, pontuada aqui e além por pequenos planaltos. Alfena é emoldurada por vários Montes:
- Monte Pedroso e Saínhas;
- Monte da Gandra;
- Monte de São Miguel-o-Anjo (que divide com Folgosa e São Pedro Fins);
- Alto Catorze ou Penas d'Abelhas (à cota baixa, o cimo do monte é já Água Longa);
- Serra do Sobreiro Ventoso ou de Vale de Porcos (na divisória com Água Longa e Sobrado);
- Montenegro e Fojo;
- Serra de Asas do Fojo (na divisória com Valongo);
- Alto de Santa Margarida (junto ao centro da Cidade);
- Monte Redondo e Monte do Preto (o último na divisória com Valongo);
- Alto da Bela ou da Vela (na divisória com Valongo);
- Serra do Cardoso;
- Alto do Reguengo e Mirante de Sonhos (na divisória com Ermesinde);
- Serra de Vilar.

O Leça e a sua bacia hidrográfica sempre tiveram importância na atividade humana do território alfenense, salientando-se os seguintes afluentes (e sub-afluentes):
Na margem direita
- Ribeiro de Covas;
- Rio da Canza ou Ribeiro de Junqueira e seu afluente de Saínhas;
- Ribeiro Seco;

Na margem esquerda
- Ribeiro de Tabãos e seus afluentes da Junceda e de Chãos;
- Ribeiro de Vale Godinho do de Felgueiras;
- Ribeiro de Azevido;
- Ribeira de Cabeda.

## Os limites do território de Alfena
Embora uns mapas atribuam, ainda, a Alfena uma área de 11,1 km² e outros lhe atribuam uma área de 12,8 km², em qualquer dos casos os limites estão errados. Os limites corretos e oficiais da cidade de Alfena, são os constantes do Tombo de 1689, que atribuem à freguesia uma área próxima dos 16 km².
Os anteriores mapas do município de Valongo, entre 2001 e 2017, retiravam a Alfena cerca de 1/3 do seu território histórico, eliminando a fronteira entre a cidade alfenense e a vila de Sobrado, ao mesmo tempo que estica para norte as fronteiras da freguesia de Valongo.
Os erros dos limites orientais da cidade foram regularizados com a publicação da Lei N.º 33/2017 de 2 de junho mantendo-se ainda erros nos limites ocidentais da freguesia de Alfena e das freguesias limítrofes de Folgosa e São Pedro Fins (ambas do Município da Maia).
Esta última situação tem origem numa tentativa de dar continuidade geográfica à freguesia de Folgosa. A atual freguesia de Folgosa resultou da anexação, em meados do Séc. XVI da antiga freguesia de Santa Cristina do Vale Coronado à freguesia de Salvador de Folgosa (ambas com o padroado do Mosteiro de Santo Tirso), sem continuidade territorial porquanto, entre as duas se interpõe o lugar de Arcos (da freguesia de São Pedro Fins), que na zona da Capela de São Miguel-o-Anjo confina com Alfena.

## Vias de comunicação

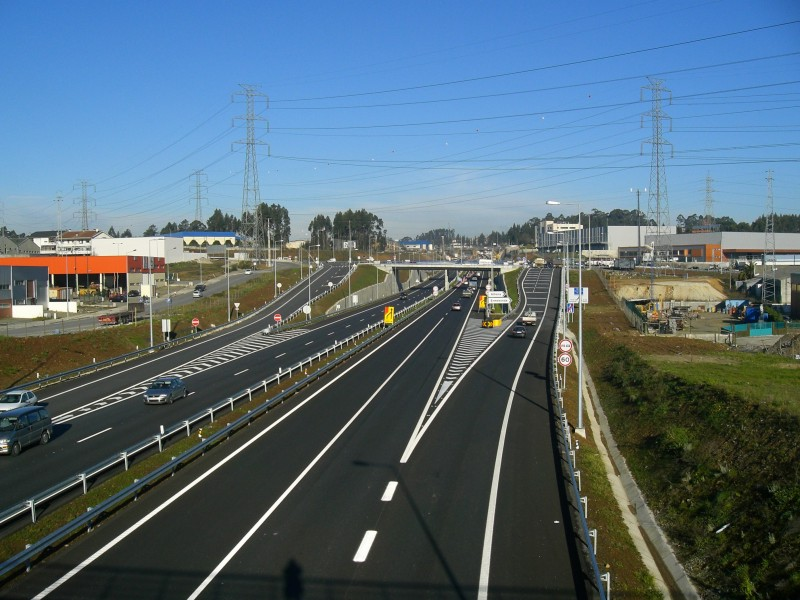
A41, Nó de Alfena Sul.

Atualmente as principais vias de comunicação da cidade de Alfena são a N 105, de Porto a Guimarães e a N105-1 de Ermesinde a Alfena, onde ambas cruzam o centro urbano da cidade.
Alfena encontra-se num local privilegiado, a nível de rede rodoviária, através da   A 41  (antiga IC24) os habitantes de Alfena conseguem em poucos minutos chegar à cidade do Porto. Alfena é também servida por outras vias importantes como a   A 3  que liga Braga ao Porto, a   A 28  que liga Viana do Castelo a Matosinhos, a Via Norte,  e a   A 42  que liga Alfena às cidades de Paços de Ferreira, Felgueiras, Chaves e Vila Real.
De grande utilidade, mas de nível um pouco secundário, temos a estrada Valongo – Cabeda (M607) e a estrada que liga Alfena a São Romão (N318), permitindo alcançar outras direcções.

## Transportes Públicos

### Serviços Ferroviários
É ainda servida pela Linha do Douro, que tem no sul de Alfena, na povoação de Cabeda, um apeadeiro.

## Economia
As principais atividades económicas praticadas em Alfena são a indústria, o comércio, agricultura, pecuária e avicultura. As que ocupam a maior parte das atividades são o comércio e a indústria, embora, a agricultura também denote alguma importância, uma vez que é um setor que nos dias de hoje se torna rentável a par das industrias pecuária e avicultura.

## Indústrias
A cidade tem evoluído de uma forma bastante acelerada.
Na zona sul da cidade existe a Zona Industrial de Alfena I, com quatro setores industriais.
Para a zona norte da cidade prevê-se (está em fase de estudo) a criação da Zona Industrial de Alfena II, abrangendo as freguesias de Água Longa e Sobrado.
Isto é devido ao facto de Alfena estar a apenas 12 km do Porto, sendo uma grande valia para situar empresas dentro dos seu limites, criando novos postos de trabalho. A indústria situada é diversa e são numerosos os armazéns nas zonas industriais.
Alfena é hoje um polo económico e industrial de importante relevância, quer no concelho de Valongo, quer no Norte de Portugal.

## Infraestruturas da Cidade

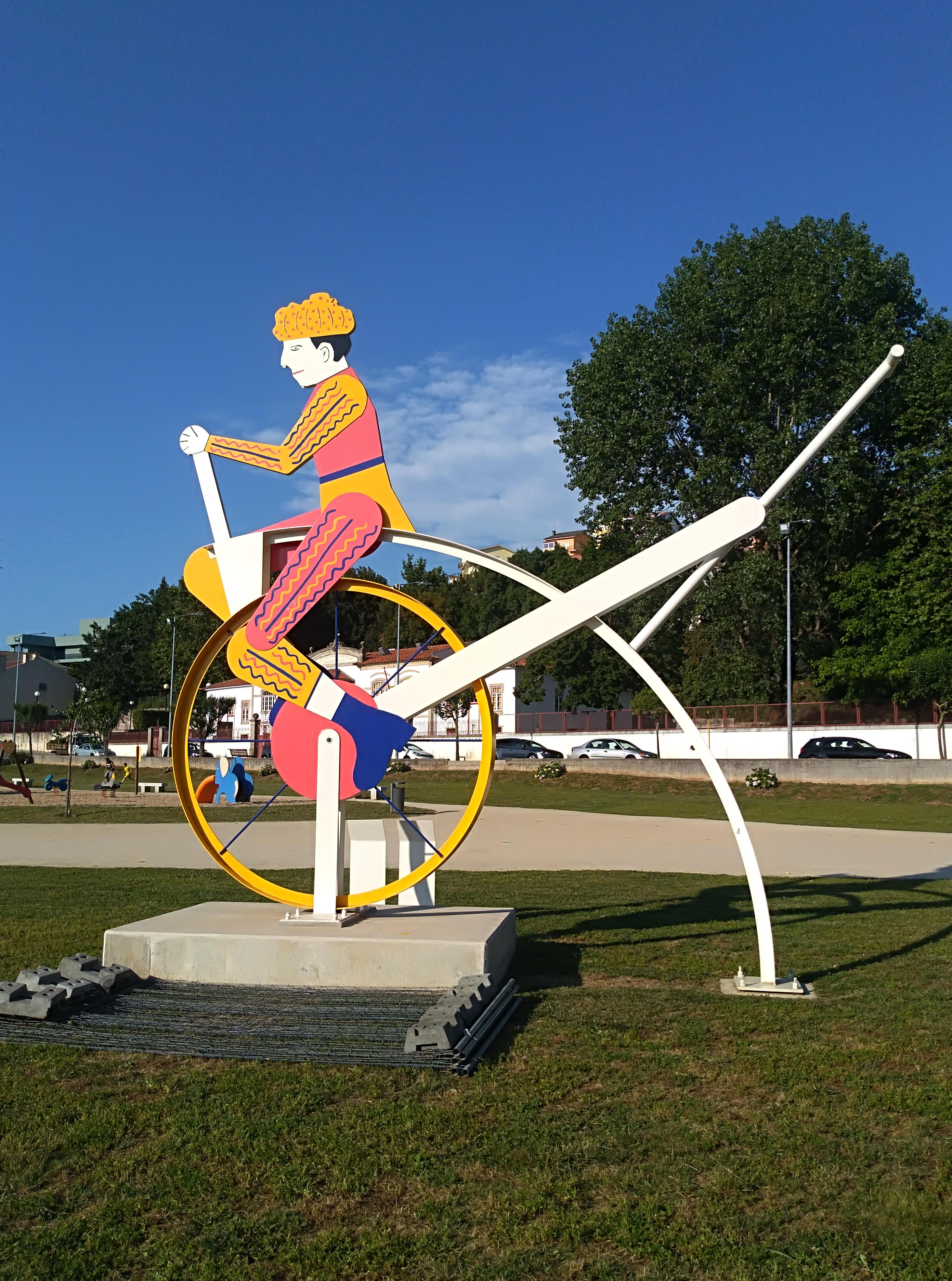
Alfena, Terra do Brinquedo, "O ciclista".

- Casa do Xisto (Escola EB 1 de Xisto)
- Escola EB 1 com JI de Barreiro
- Escola EB 1 com JI de Cabeda
- Escola EB 1 com JI de Codiceira
- Escola EB 1 com JI de Lombelho
- Escola Básica 2.º e 3.º Ciclos de Alfena
- Escola Secundária com 3.º Ciclo de Alfena
- Escola Sénior
- Clube de Patinagem Artística (CSPA)
- Clube de Hóquei em Patins (CSPA)
- Centro Social Paroquial de Alfena (CSPA)
- Infantários
- Ginásios e Academias
- Centro Social (CSPA)
- Centros de 3ª Idade (CSPA)
- Complexo Social Deficientes (CSPA)
- Centro de Saúde - USF de Alfena
- Museu Etnográfico das Terras de São Vicente de Alfena (CSPA)
- Policlínicas
- Centro de Enfermagem
- Farmácias
- Hospital Privado de Alfena
- Motoclube de Alfena
- Tropas Tuning de Alfena
- Escola de Música
- ASPRECA -Associação de Preservação do Património Cultural Popular de Alfena ( Grupo de Danças e Cantares de Alfena)
- Escola de Dança
- Gabinete de Inserção Profissional (Centro de Emprego, IEFP)
- Grupo Folclórico das Andorinhas de São Vicente do Centro Social e Paroquial de Alfena
- Grupo de Jovens "Nova Paz" - Jobifran
- Escuteiros (C.N.E. - Agrupamento 0479 de Alfena)
- Casa da Juventude Alfena
- Banda de Música de Alfena (sob direcção do Centro Social e Paroquial de Alfena)
- Grupo Columbófilo
- Piscinas Municipais de Alfena
- Centro Cultural de Alfena
- Bibliotecas
- Guarda Nacional Republicana de Alfena
- Espaço Social
- Bancos
- Casa do Futebol Clube do Porto
- Comércio
- Serviços
- Restaurantes
- Bares e Cafés
- Estação dos Correios
- Pavilhão Gimnodesportivo do ACA
- Academia de Futebol do Sporting Club de Portugal
- Al Henna - Associação para a Defesa do Património de Alfena

## Entidades desportivas
- CSPA Figure Skating - Clube de Patinagem Artística
- Atlético Clube Alfenense que tem como principais modalidades desportivas o futebol, atletismo, ténis, basquetebol, futebol de salão entre outras.
- CSPA Hóquei em Patins
- CSPA karaté.[12]

## Património
- Ponte de São Lázaro
- Ponte dos Sete Arcos
- Portal do Ribeiro
- Portal das Telheiras

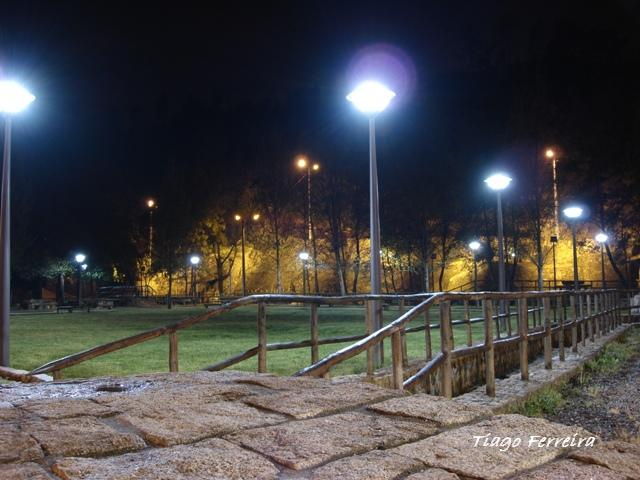
Parque de S. Lázaro.

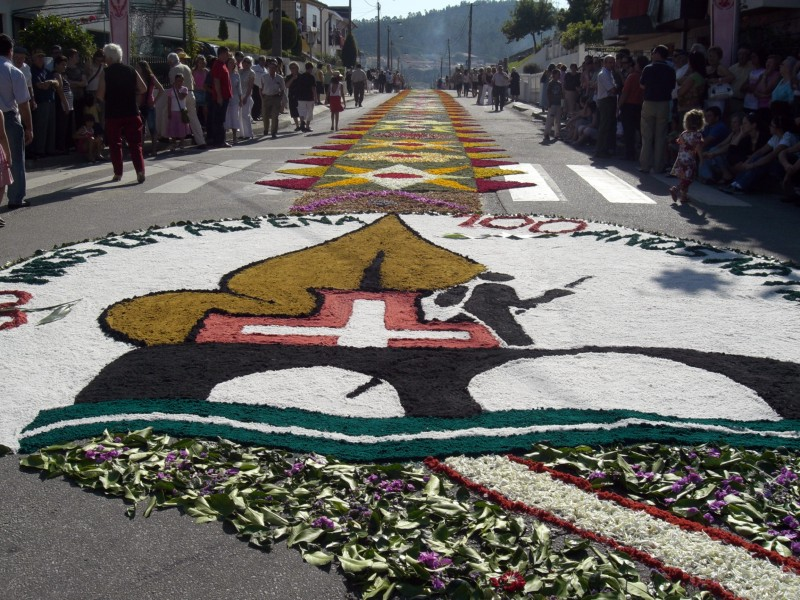
Tapete de Flores,N.ª Sra do Amparo 2007.

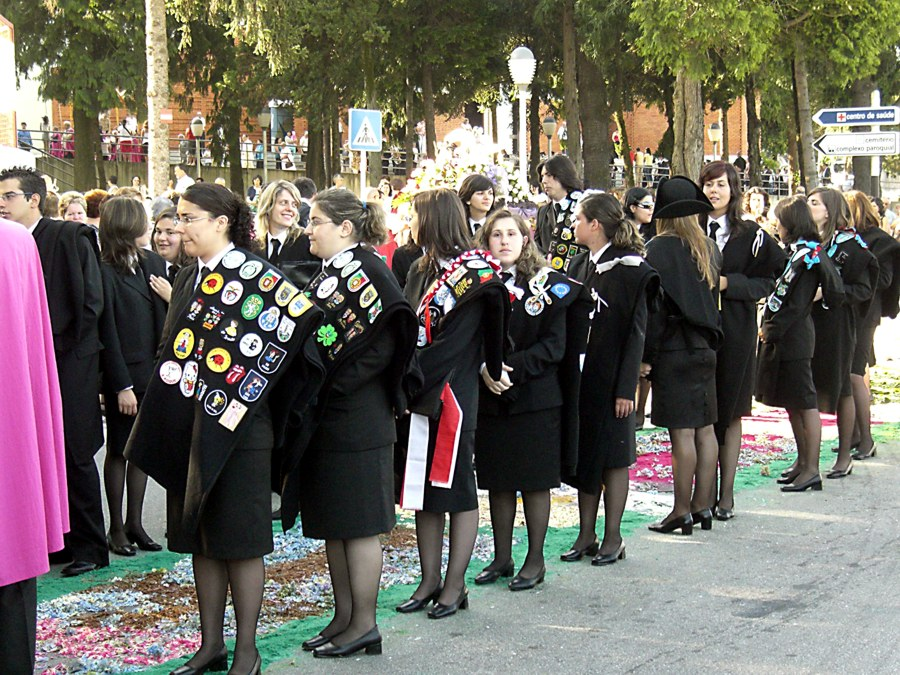
Estudantes Universitários na Festa de N.ª Sra do Amparo.

- Capela de S. Lázaro (anterior a 1623)
- Parque de S. Lázaro
- Igreja e Capela da Senhora do Amparo
- Igreja da Senhora da Paz Datada de 1 de Maio de 1993
- Igreja Matriz Benzida sob a protecção do Mártir S.Vicente, padroeiro de Alfena, no dia 23 de Agosto de 1964 - chamada de Igreja Nova, uma vez que a primitiva Igreja de São Vicente de Alfena foi demolida em 1964.
- Capela de S. Roque (ligada ao Caminho de Santiago)
- Capela da Nossa Senhora da Conceição
- Capela da Nossa Senhora da Piedade (Quinta das Telheiras)
- Museu Etnográfico de Alfena (situado no Polo II do C.S.P.A.)
- Centro Cultural de Alfena (antiga escola primária n.º 1)

## Festas e romarias
- São Vicente (22 de Janeiro ou transitando para o Domingo seguinte)
- São Lázaro (Domingo que precede o Domingo de Ramos) -
- Senhora do Amparo (último domingo de Julho) - esta romaria é famosa pelos seus belos tapetes ao longo de todo o percurso da procissão (Igreja de S. Vicente [Matriz] à Igreja da Nossa Senhora do Amparo), feitos à base de flores, serrim pintado, sal, entre outros materiais. Nossa Senhora do Amparo é a padroeira dos estudantes universitários de Alfena que, cumprindo as promessas de bom sucesso nos estudos, lhe prestam homenagem, acompanhando a procissão trajados. Quando a procissão chega à Igreja da Sra. do Amparo, os estudantes estendem as capas para que o andor da Nossa Senhora passe por cima.

As festas e romarias em honra de S. Vicente e Senhora do Amparo são sempre abrilhantadas com a presença das coletividades da cidade.
- O Carnaval de Alfena que se realiza todos os anos na terça-feira de Entrudo, com foliões, carro alegóricos dos diferentes lugares de Alfena, que percorrem as principais ruas da cidade. É efetuado o concurso do melhor grupo de foliões. A festa do Carnaval de Alfena termina com a leitura do testamento do João, que, normalmente, aponta críticas às entidades administrativas, policiais, de saúde e personalidades da cidade, indicando os erros e mencionando o que faz falta em cada localidade que compõe a cidade de Alfena.

- Concentração Motard de Alfena - Organizado pelo Motoclube de Alfena, é uma das referências de Alfena, pois trata-se de uma das maiores concentrações do país. Realiza-se entre os meses de maio e de junho, no Parque Vale do Leça  e atrai milhares de pessoas todos os anos. Um dos momentos altos é o famoso passeio das tochas, realizado na noite do segundo dia da concentração, pois os motards desfilam pelas ruas da cidade de Alfena, empunhando uma tocha acesa.

- FolkFest Alfena - Bienal Internacional de Folclore da Cidade de Alfena

O FolkFest Alfena, dinamizado e organizado pela ASPRECA - Grupo de Danças e Cantares de Alfena, decorre na primeira semana de agosto. 
Participam vários países que ficam hospedados na cidade. Todas noites são dedicadas a um país, em que quem visita ou reside em Alfena poderá conhecer a língua de cada visitante, as suas danças e a sua gastronomia e doçaria tradicionais.
As noites temáticas são realizadas em vários locais diferentes da freguesia, primando pela inclusão da população em geral.
A primeira sexta-feira de agosto dá lugar à FolkFest Parade, participando os grupos em desfile, com atuações espontâneas no percurso, no centro da cidade (Av. Dr. Franscisco Sá Carneiro). 
Sábado seguinte tem lugar a Grande Gala, sempre com muita cor, alegria e músicas do mundo.

## Gastronomia tradicional
Alfena é a terra do famoso Arroz de Cabidela, conhecida por Pica no Chão.
De destaque, a famosa Regueifinha de Cornos, tradicional da Cidade de Alfena, era o presente dos moços da terra às suas noivas, no Domingo de São Lázaro.

## Ligações extenas
- Como fazer o Arroz de Cabidela, tipicamente alfenense
- Brasão e Bandeira de Alfena
- «Site Oficial do Agrupamento de Escuteiros de Alfena»
- «Site Oficial do Centro Paroquial de Alfena CSPA»